# Ashley Laurence
Ashley Laurence (Los Angeles, 28 maggio 1966) è un'attrice statunitense, nota per aver fatto parte della saga Hellraiser.

## Filmografia parziale

### Cinema
- Hellraiser - Non ci sono limiti (Hellraiser), regia di Clive Barker (1987)
- Hellbound: Hellraiser II - Prigionieri dell'Inferno (Hellbound: Hellraiser II), regia di Tony Randel (1988)
- Hellraiser III - Inferno sulla città (Hellraiser III: Hell on Earth), regia di Anthony Hickox (1992)
- Mikey, regia di Dennis Dimster (1992)
- La paura in agguato, regia di C. Courtney Joyner (1994)
- Straniero di notte, regia di Gregory Dark (1994)
- Savate, regia di Isaac Florentine (1995)
- I fegati non sono economici, regia di James Merendino (1996)
- Analisi di un delitto (A Murder of Crows), regia di Rowdy Herrington (1998)
- Warlock III: La fine dell'innocenza, regia di Eric Freiser (1999)
- Hellraiser: Hellseeker, regia di Rick Bota (2002)
- Lightning Bug, regia di Robert Green Hall (2004)
- Chill, regia di Serge Rodnunsky (2007)
- Red, regia di Trygve Allister Diesen e Lucky McKee (2008)

### Televisione
- Capitol – serie TV (1984–1985)
- Autostop per il cielo – serie TV (1986)
- Monsters – serie TV (1988)
- Hunter  – serie TV (1989)
- Legend – serie TV (1995)
- Hercules – serie TV, episodio 2x20 (1996)
- Susan – serie TV (1997)
- Beverly Hills 90210 – serie TV (1999)
- Al di là delle credenze: realtà o finzione – serie TV (2000)
- Tenero Ben (Gentle Ben), regia di David S. Cass Sr. – film TV (2002)
- Tenero Ben 2 ( Gentle Ben 2: Danger on the Mountain), regia di David S. Cass Sr. – film TV (2003)
- E.R. - Medici in prima linea (ER) - serie TV (2004)

## Doppiatrici italiane
- Cristina Boraschi in Hellraiser - Non ci sono limiti
- Anna Cesareni in Hellbound: Hellraiser II - Prigionieri dell'Inferno
- Micaela Esdra in Analisi di un delitto
- Francesca Fiorentini in Hellraiser: Hellseeker
- Barbara De Bortoli in Hercules